# Vittore Soranzo
Vittore Soranzo (* 26. Juli 1500 in Venedig; † 13. Mai 1558 ebendort) war ein italienischer katholischer Bischof. Als er 1551 wegen Ketzerei angeklagt wurde, erteilte ihm Julius III. die Absolution, nachdem er eine geheime Abschwörung geleistet hatte. Als Paul IV. das Papstamt übernahm, wurde der Bischof von Bergamo erneut vor Gericht gestellt und wenige Wochen vor seinem Tod in Abwesenheit verurteilt.

## Leben

### Im Dienst von Clemens VII.

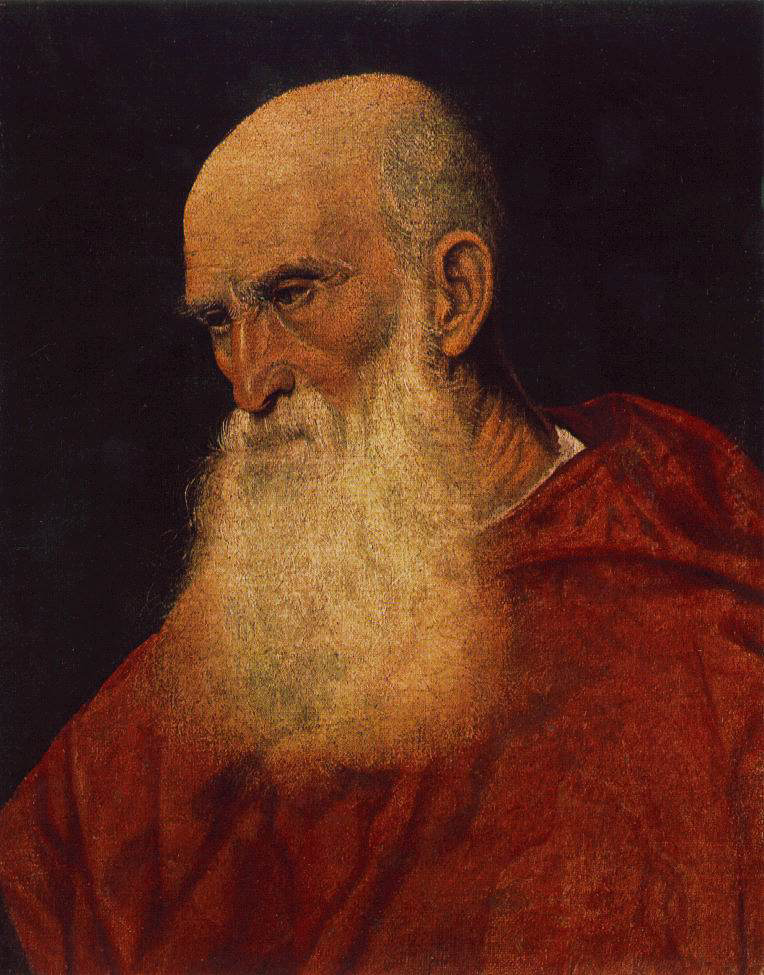
Jacopo Bassano: Porträt Pietro Bembo

Vittore wurde als ältester Sohn von Alvise Soranzo und Lucia Cappello geboren und entstammte einer adligen, aber nicht sehr wohlhabenden Familie. Im Laufe der Zeit kamen sechs weitere Söhne zur Welt, von denen der letzte, Francesco, im Jahr 1519 geboren wurde.
Wie jedem erstgeborenen Patrizier wurde ihm die Bürde auferlegt den überlieferten Familienbesitz zu festigen. Er ging daher nach Padua um Jura zu studieren und so Zugang zu einer Karriere in der Verwaltung der venezianischen Republik zu erhalten. Vittore schloss sein Studium jedoch nicht ab: Seine Bekanntschaft mit dem brillanten Humanisten Pietro Bembo, einem entfernten Verwandten, der sich 1521 in Padua niedergelassen hatte und an seiner Prose della volgar lingua arbeitete, veranlasste ihn der Literatur den Vorrang zu geben und die Universität und damit eine sichere Karriere zugunsten einer ungewissen Zukunft, welche die Geisteswissenschaften boten, zu verlassen.
Er studierte privat bei dem geschätzten und strengen Meister Trifone Gabriel, der in seiner Villa in Ronchi in der Umgebung von Padua zu Gast war, und wurde von Bembo gefördert, dem er Sonette und Lieder schickte, um Beurteilungen und Korrekturen zu erhalten. Zu Gabriels Schülern gehörten in jenen Jahren Persönlichkeiten wie Alvise Priuli (der ein enger Mitarbeiter des umstrittenen Kardinals Reginald Pole werden sollte), Jacopo Bonfadio und Apollonio Merenda, Bembos Sekretär, der dreißig Jahre später im Gefängnis der römischen Inquisition landen sollte. All diese Personen haben zusammen mit den gleichaltrigen Studenten in Padua – Ludovico Beccadelli, Giovanni Morone, Pietro Martire Vermigli und Pietro Paolo Vergerio – auf unterschiedliche Weise an dem dogmatischen Prozess mitgewirkt, den die lutherischen Reformation in Italien auslöste.

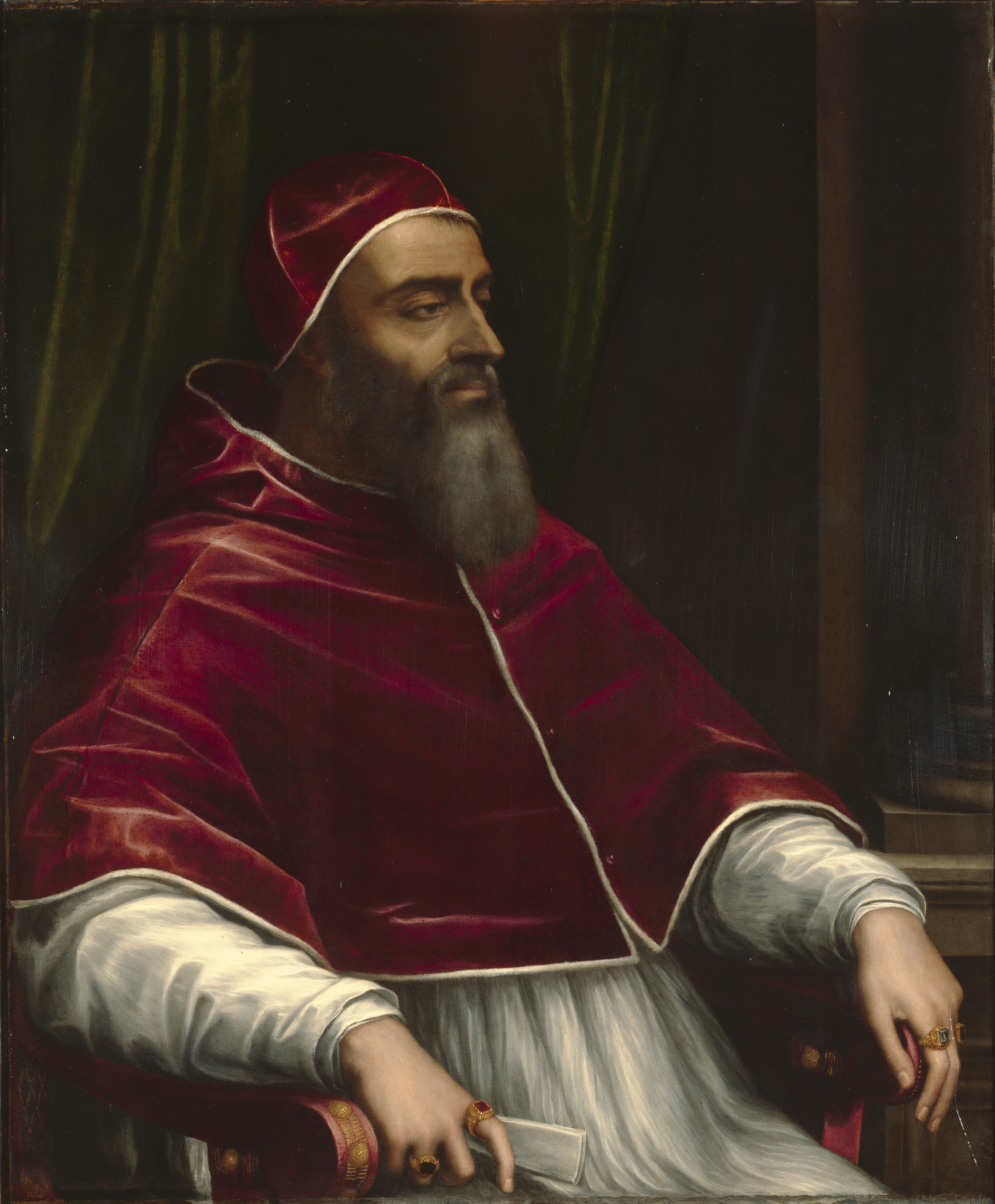
Sebastiano del Piombo: Clemens VII.

Obwohl er mehrmals von Bembo gelobt und gefördert wurde, war seine poetische Ader nicht genügend ausgeprägt, um ihm die Türen zum literarischen Ruhm zu öffnen. So musste er sich um kirchliche Pfründe bemühen, die es ihm erlaubten von seiner Familie unabhängig zu werden und sich in Ruhe der Poesie und dem Studium der Klassiker zu widmen. Zu diesem Zweck reiste Vittore im Oktober 1529 nach Bologna, wo Clemens VII. und Karl V. zum ersten Mal nach dem Sacco di Roma zusammentrafen, um den Frieden wiederherzustellen, Italien eine neue Ordnung aufzuerlegen und sich auf eine Strategie zur Regelung der beunruhigenden politischen und religiösen Situation in Deutschland zu einigen. Wahrscheinlich wurde er auf Empfehlung seines illustren Beschützers zum Geheimen Kammerherrn des Papstes ernannt. In dieser Eigenschaft überreichte er dem Papst ein Ersuchen um die Legitimierung der leiblichen Kinder Bembos, dem sofort stattgegeben wurde. Er hoffte, dass er Zeit zur Fortsetzung seines Studiums haben würde und zog im April 1530 an den päpstlichen Hof nach Rom.
Die Zugehörigkeit zum päpstlichen Hof bedeutete nicht nur die Möglichkeit, Vorteile und Privilegien zu erlangen, sondern bedeuteten auch notwendige große Ausgaben für die Anpassung an den Lebensstandard des hohen Hofes. Während Ersteres Soranzos Zeit in Anspruch nahm, war Letzteres alltäglich. In seiner Korrespondenz mit Bembo beklagte er sich daher über die Schulden, die er bei Gläubigern angehäuft hatte, über die mangelnde Unterstützung seines Vaters und darüber, dass er sein Studium abgebrochen hatte, ohne eine Entschädigung zu erhalten. Es findet sich jedoch kein Kommentar zu religiösen Themen und zur Einheit der Christen, die durch die in Deutschland entstehenden Reformen gefährdet waren und die zu den wichtigsten Anliegen der Kurie gehören sollten, und auch nicht zu den zahlreichen Persönlichkeiten, die er aufgrund seiner Aufgaben kennenlernen durfte, wie den spanischen Exilanten Juan de Valdés, die Florentiner Carnesecchi, Pulica und Gelido oder den Modeneser Dichter Gandolfo Porrino.
Soranzos quälende Suche nach einem finanziellen Ausgleich muss seinen Kollegen und seiner Bruderschaft sehr am Herzen gelegen haben und das beherrschende Merkmal seiner römischen Aktivitäten gewesen sein, da ihn Giovanni Mauro in zwei Versen als zielstrebig auf der Suche nach Vergünstigungen schildert.  Bembo gelang es schließlich, dass er vom Papst, Anfang 1533, eine Rente aus dem Priorat Sant'Antonio in Brescia erhielt. Dies erfolgte gerade noch rechtzeitig, denn am 23. September 1534 starb Clemens VII. und mit der Nachfolge von Paul III. wurden die alten Diener durch neue Höflinge ersetzt. Soranzo ging, ohne allzu großes Bedauern, wieder nach Venedig.

### Im Dienste von Kardinal Bembo
Von Venedig begab er sich sofort erneut nach Padua, um in der Nähe seines Förderers zu leben, sich um seine Einkünfte aus Brescia zu kümmern und sich mit Bembo, Fregoso und Gheri humanistischen Interessen zu widmen. Er verkehrte mit Sicherheit mit allen wichtigen Intellektuellen, die in der Stadt entweder dauerhaft lebten oder auf der Durchreise waren: Benedetto Varchi, Aonio Paleario, Marcantonio Flaminio, Sperone Speroni, Ludovico Beccadelli, Pietro Aretino, Alvise Priuli und Carlo Gualteruzzi, aber über diese Kontakte ist wenig oder gar nichts bekannt.

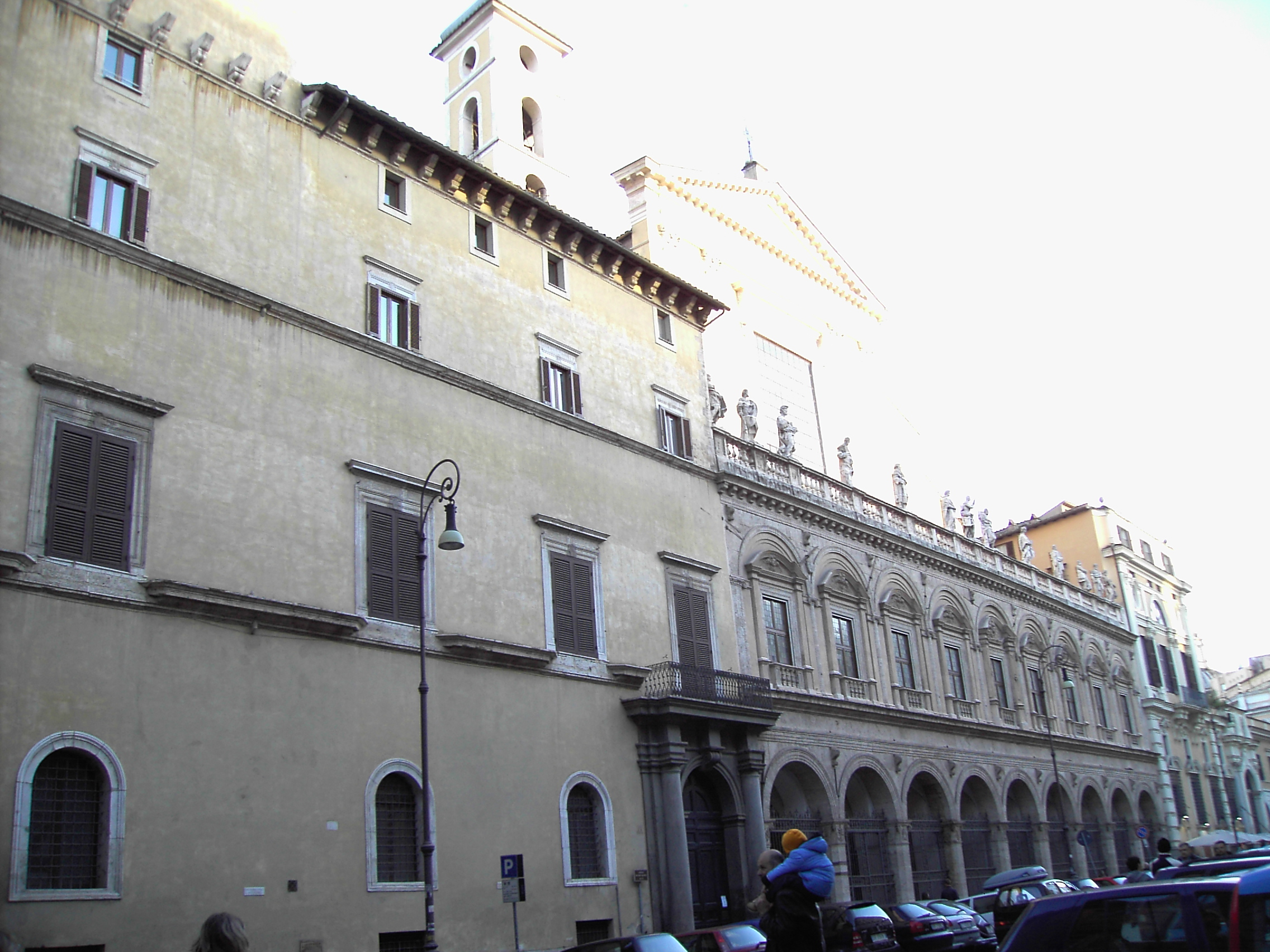
Palazzo SS Apostoli, die erste römische Residenz von Bembo

Der erste Wendepunkt in Soranzos Leben kam mit der Ernennung von Pietro Bembo zum Kardinal. Nachdem Paul III. die Familienangelegenheiten geregelt hatte, indem er seine Kinder Pier Luigi und Costanza Farnese legitimierte, beschloss er sich mit der inzwischen unlösbaren lutheranischen Frage zu befassen und berief in mehreren Konsistorien angesehene Persönlichkeiten wie Gasparo Contarini, Gian Pietro Carafa, Reginald Pole, Jacopo Sadoleto, Federigo Fregoso und 1538 Pietro Bembo an die Kirchenspitze. Bembo war sicherlich „weder ein Mann, auf den man sich für die dringende Reform der Kirche verlassen konnte, noch auf eine disziplinierte Verteidigung der Kurientradition gegen die Risiken der Reform [...] er war ein Mann, für den das Kardinalsamt in einer sichtbaren Kirche, die an der Spitze der humanistischen und menschlichen Kultur stand, eine Messe wert war“. Seine Wahl erregte die offene Feindschaft eines Mannes wie Carafa, der rigoros bis zum Fanatismus war. In Wirklichkeit nahm Bembo seine Aufgaben sehr ernst, was sich unter anderem in seinen neuen, auf religiöse Probleme ausgerichteten Lektüren zeigte: von den Paulusbriefen bis zu den Kommentaren von Johannes Chrysostomus, von Palearios Apologia bis zu Francesco Zorzis In Scripturam sacram problemata, von Bartolomeo da Castellos Dialogo dell'unione bis zu Flaminios Paraphrases in duos et triginta psalmos. In der Absicht den Interessen der Kirche und der christlichen Religion zu dienen, ließ sich Pietro Bembo im Oktober 1539 in Begleitung des unzertrennlichen Soranzo, seines Hausverwalters, und einiger anderer im Palazzo dei Santi Apostoli neben der gleichnamigen Basilika nieder, von wo aus er zwei Jahre später in die vatikanischen Paläste umziehen sollte.
Während der Romreise hatten sie bei einem Halt in Florenz unter anderem Carnesecchi getroffen. In den ersten Monaten des Jahres 1540 reisten sie zusammen nach Neapel, wo er die Gelegenheit hatte die Fastenpredigten des berühmten Kapuziners Bernardino Ochino zu hören. Nach dem Tod von Clemens VIII. hatte sich Valdés in Neapel seinen Wohnsitz. Soranzo besuchte ihn und die Gruppe der Alumbrados, vor allem um diese zu hören. Ochino, Flaminio, Merenda, Vermigli, Mario Galeota, um nur einige zu nennen, neben den Adligen Giulia Gonzaga, Giovan Francesco Alois, Ferrante Brancaccio, Consalvo Bernaudo, Galeazzo Caracciolo und andere gehörten dieser Gruppe an.

#### Valdésischer Spiritualismus

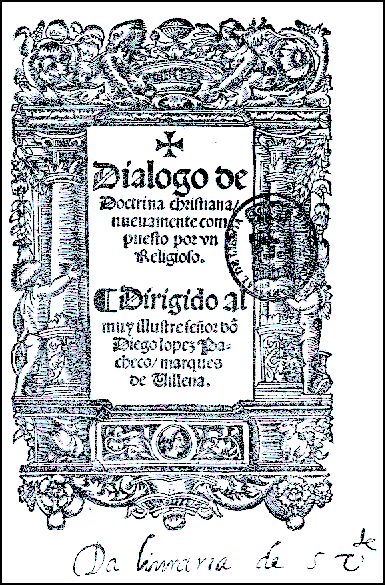
Valdés: De doctrina christiana

Die intensive Begegnung mit dem charismatischen Valdés und seiner spiritistischen Lehre hatte einen entscheidenden Einfluss auf Soranzos religiöses Selbstverständnis und stellte den eigentlichen Wendepunkt in seinem Leben dar. Für Valdés wird die Gotteserkenntnis durch einen Prozess der inneren Offenbarung erlangt, der aufgrund der Unzulänglichkeit der menschlichen Vernunft notwendigerweise durch den Heiligen Geist ausgelöst wird, das innere Licht, das den Sinn der Heiligen Schrift erhellt, die „wie eine Kerze an einem dunklen Ort“ ist und ohne ihn dunkel und stumm bliebe.
Der Glaube wird nicht durch logische Schlussfolgerungen erlangt, er ist auch nicht die Frucht von Überredung oder Meinung, sondern wird nur durch Offenbarung erlangt. Er ist daher eine freie Gabe des Heiligen Geistes. Ein Christ gelangt nicht durch das Studium der Naturphilosophie – der Erkenntnis der Geschöpfe – zur göttlichen Erkenntnis, wie die Heiden es glauben, noch durch das Studium der Heiligen Schrift allein, wie die Juden glauben, sondern durch Christus, und der Segen der Erlösung liegt im Glauben an sein Leiden und Sterben.
Wahrer Glaube wird also nicht aus der Heiligen Schrift „gelernt“, als ob er auf einer persönlichen Beziehung zu einem Buch beruhen könnte. Das wahre Evangelium ist nicht dasjenige, „das von Menschen mit Feder auf Papier geschrieben und gedruckt wurde, sondern dasjenige, das in die Herzen geschrieben und weitergegeben wird“. Der christliche Glaube wird „durch die göttliche Kraft des heiligen Geistes in unserer Seele erzeugt“, er ist ein inspirierter Glaube, der „dem Menschen den Seelenfrieden gibt [...], ihm bestätigt, dass er in der Gnade Gottes steht, dass er ein Kind Gottes und Erbe des ewigen Lebens ist“.
Die Gotteserfahrung ist also eine persönliche Erfahrung des Geistes: Sie kann nicht von außen kommen – keine Kirche kann sie vermitteln – sie ist nicht an Taten, Gelübde, Zeremonien oder äußere Praktiken gebunden. Sie wird von jedem im Innersten der Seele bewahrt, so dass „der wahre und vollkommene Christ frei ist von der Tyrannei des Gesetzes, von Sünde und Tod, und absoluter Herr über seine Folgen und Neigungen“. Die wahre Kirche ist nach Valdés die „Gemeinschaft der Heiligen“, die dieses innere Evangelium teilen, die Kirche des lebendigen Glaubens im Gegensatz zum „toten Glauben“, des Geistlichen und des Evangelischen im Gegensatz zum „Aberglauben“ und zum „Zeremoniellen“.

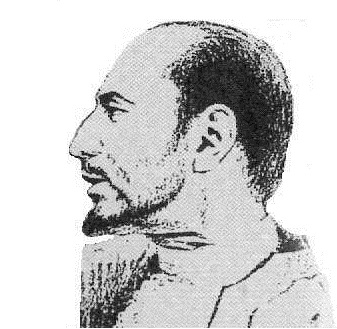
Juan de Valdés

Im Gegensatz zu den Lutheranern wollte Valdés jedoch keine offene Kontroverse oder Spaltung mit der offiziellen Kirche: „Ich muss mich so weit wie möglich hüten, meine christliche Freiheit in Gegenwart von Christen zu nutzen, die schwach und unsicher im Glauben sind“. Um unnötige Skandale zu vermeiden, wird der Glaubensstarke die Schwachen heimlich und geduldig den Weg der Wahrheit lehren und sich nicht weigern, an Zeremonien teilzunehmen, an die er nicht glaubt: Es ist die nikodemitische Praxis der Vortäuschung und des Verbergens, der schon der heilige Paulus nachgegeben hatte, die zudem durch die gegenwärtigen Bedingungen der Kirche notwendig geworden ist, die das christliche Leben auf „eitle Zeremonien und abergläubische Beobachtungen“ reduziert. Wenn sie es könnten, würden sich die wahren Christen „nicht verbergen, wie sie es früher aus Furcht vor den Abergläubischen taten, damit sie ihnen nicht das antun, was sie mit Christus getan haben“.
Im Frühjahr 1541 kehrte Soranzo nach Rom zurück, erfüllt von der Lehre, die ihm einen neuen Lebens- und Handlungshorizont eröffnet hatte. Er erhielt Briefe und Schriften von Valdés und schloss sich nach dessen Tod im September Kardinal Pole in Capranica an, um ihn an seinen neuen Bestimmungsort Viterbo zu begleiten. Dort bildete sich (mit dem englischen Prälaten, Soranzo, Priuli, Flaminio, Carnesecchi, Merenda, Rullo, Stella und Vittoria Colonna, alles Schüler von Valdés) ein intellektueller Kreis, der wegen der dort geführten theologischen Überlegungen Ecclesia viterbensis genannt wurde. Dieser Kreis, der sich auf das Charisma von Pole stützte, hatte im Flaminio den aktivsten Verbreiter der valdesianischen Schriften. Das von Abt Benedetto Fontanini verfasste, von ihm überarbeitete und 1543 anonym veröffentlichte Beneficio di Cristo war ein durchschlagender Erfolg – allein in Venedig wurden innerhalb von sechs Jahren 40.000 Exemplare gedruckt, eine enorme Zahl für die damalige Zeit – und zeugt von dem leidenschaftlichen Interesse, mit dem religiöse Themen wie die „Rechtfertigung allein aus Glauben“ verfolgt wurden, die nicht länger als eine den Theologen vorbehaltene Angelegenheit betrachtet wurde.

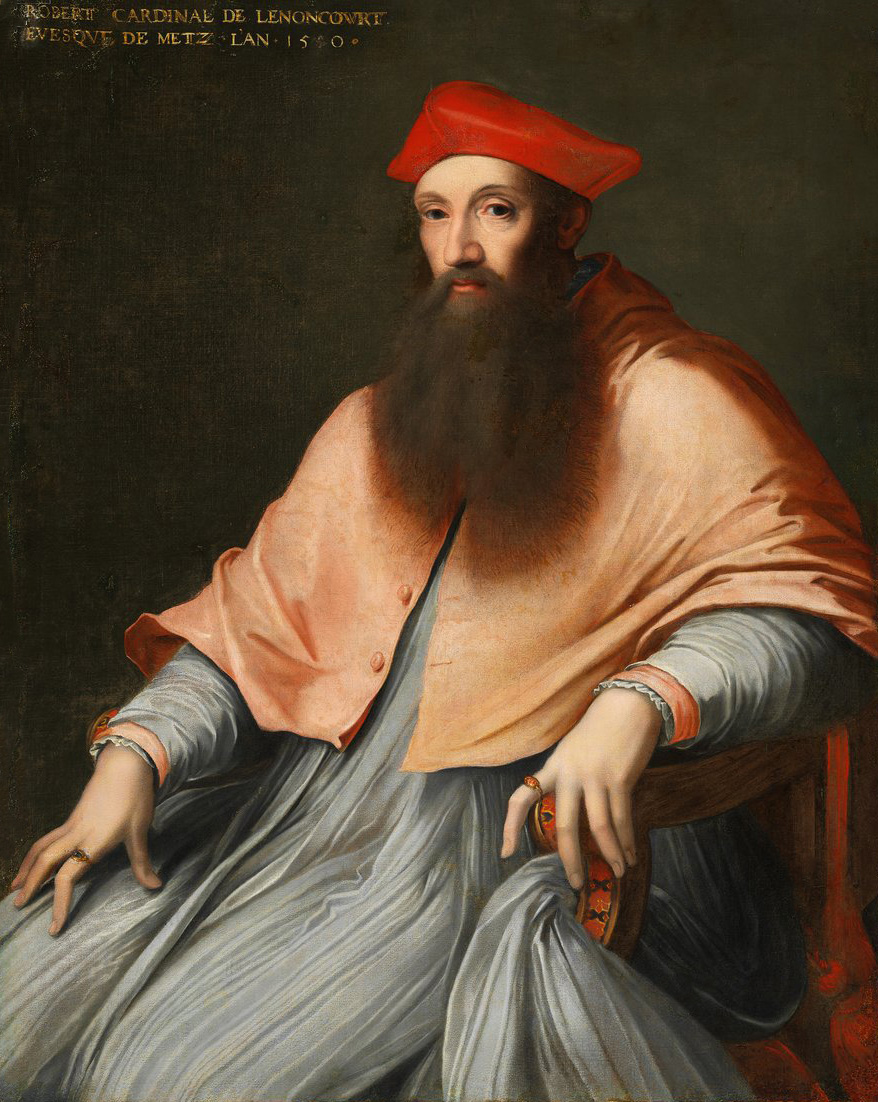
Kardinal Reginald Pole

Pole schlug Kardinal Contarini Soranzo als neuen Gouverneur des Marienheiligtums von Loreto vor, was dieser jedoch ablehnte. Als Soranzo Ende April 1542 nach Rom zurückkehrte, begann er als begeisterter Novize mit der Missionierung, die aufgrund seines impulsiven Charakters nicht ganz unbesonnen war. So vertraute er im August in Bologna dem Priester Niccolò Bargellesi seinen Glauben an – „er benutzte einige neue Formulierungen, wie z.B. von den Auserwählten und dem Licht des Evangeliums“ – und näherte sich dem Kreis der mit Giovan Battista Scotti verbundenen zweifelhaften Orthodoxie an. Dieser schwor im folgenden Jahr nach einem Prozess ab, denunzierte im Jahr 1547 seine Gefährten und legte schließlich Zeugnis gegen Soranzo ab, der „zum größten Teil die lutherische Lehre für gut und heilig hielt, besonders über die Rechtfertigung, die Verdienste der guten Werke, den freien Willen und kurz über alles, was in jenem Büchlein mit dem Titel Beneficio di Christo enthalten ist“.
Soranzo stand bis zur Rückkehr des Bologneser Lutheraners zum Katholizismus in Briefkontakt mit Scotti, der einen regen Handel mit Büchern aus Deutschland und Frankreich betrieb, von wo er die lateinische Ausgabe des Neuen Testaments des Protestanten Robert Estienne erhielt. Von ihm bezog er wahrscheinlich Westheimers Conciliatio sacrae Scripturse, Luthers Enarrationes epistolarum et evangeliorum und Philipp Melanchthons Loci communes.
In Rom ermöglichte es ihm seine Freundschaft mit Bembo, ein dichtes Netz von Beziehungen zu führenden Persönlichkeiten des kirchlichen Umfelds zu unterhalten und auszubauen, darunter die Kardinäle Morone und Pio, der Erzbischof von Otranto Pietro Antonio Di Capua und der General der Minimiten Gaspare Ricciullo del Fosso. Der Bischof von Modena, Morone, empfahl Bartolomeo della Pergola für seine Fastenpredigten im Jahr 1544. Dieser hatte ihm bereits seine abweichenden Überzeugungen anvertraut und wurde gerade wegen seiner Predigten in Modena der Verbreitung lutherischer Irrlehren beschuldigt und im folgenden Jahr vor Gericht gestellt.

### Bischofsernennung
Pietro Bembo, der bereits Bischof von Gubbio war, wurde am 13. Februar 1544 zum Bischof von Bergamo ernannt. Sein fortgeschrittenes Alter, die Gicht und andere Verpflichtungen rechtfertigten seine Bitte an den Papst, Vittore Soranzo zum Koadjutor zu ernennen: „Dieser gute Herr ist ein einzigartiger Diener Gottes geworden [...], gelehrt in den heiligen Schriften [...] Seine Heiligkeit war erfreut, dass ich daran dachte, dies zu tun“. So ernannte das Konsistorium vom 18. Juli Soranzo zum Titular-Erzbischof von Nicaea und zum Koadjutor von Bergamo, mit dem Recht der Nachfolge im Falle des Verzichts oder des Todes des Titular-Bischofs und einer Pension von zweihundert Dukaten. Am 9. August 1547, nach dem Rücktritt seines Vorgängers, wurde Vittore Soranzo Bischof von Bergamo.
Auf der Reise nach Bergamo machte er, ausgerüstet mit Melanchthons Büchlein De functione episcopi, das ihm sein lutherischer Freund Guido Giannetti geschenkt hatte, in Brescia Halt. Dort warf er dem Vikar Annibale Grisonio das Verbot des Beneficio di Cristo vor und kritisierte jene, die sich, wie der Dominikaner Catarino Politi, die Freiheit genommen hatten, das Buch anzugreifen. Am 8. November traf er mit der schwierigen Aufgabe in Bergamo ein, seine Diözese zu Erneuern ohne die Grenzen die seine eigene Freiheit und persönliche Sicherheit gefährdeten zu überschreiten.
Bergamo war eine sehr arme Provinz, deren 120.000 Einwohner von den kargen Löhnen des Textilhandels, dem Weinanbau, der unzureichenden Getreideproduktion und der Auswanderung nach Venedig lebten, das von den Überfällen der einfallenden Armeen, dem Hunger, der Pellagra, wenn nicht der Pest, und den Steuern der Serenissima geplagt wurde.
Das Verhalten des Klerus war nicht vorbildlich: Konkubinat und Prostitution, Unwissenheit, Disziplinlosigkeit und Missbräuche aller Art – Priester, die Kinder haben, mit Prostituierten verkehren, Waffen tragen, fluchen, in Tavernen spielen, der Pfarrei fernbleiben, Dokumente fälschen, Handel treiben, Geld an Wucherer verleihen, die Soutane nicht tragen, nicht wissen wie man zelebriert – sind aus den Berichten der Pastoralvisitationen in der Stadt und in den kleinen Kirchen der Täler ersichtlich.

### Reformversuch

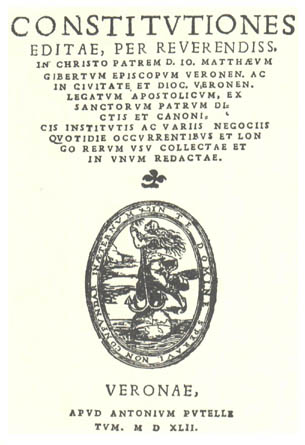
Die Constitutiones des Bischofs Giberti

Bereits in den dreißiger Jahren hatte der Bischof von Verona Giberti eine Reform in seiner Diözese vorangetrieben, und dasselbe geschah in Modena durch Giovanni Morone, in Chioggia durch Giacomo Nacchianti und in Koper durch Pietro Paolo Vergerio. Am 12. November 1544 erließ Soranzo das Edikt Ceremoniae servandae in cathedralibus ecclesiis Bergomi quando reverendissimus episcopus principalis celebrat, in dem er sich darauf beschränkte, die Einhaltung eines Mindestmaßes an Disziplin während der liturgischen Zeremonien zu fordern, gefolgt am 3. Dezember vom Edictum generale, in dem alle Missstände, die er bei seinen Pastoralbesuchen festgestellt hatte, untersagt wurden.
Aus den Berichten über seine Pastoralbesuche in der Diözese geht sein Bestreben hervor, so weit wie nur möglich zu vermeiden, dass die Volksfrömmigkeit in abergläubische Praktiken übergeht. Sein Edikt vom 22. August 1547 befiehlt dem Klerus, „alles zu vermeiden, was unter dem Vorwand der Frömmigkeit und Andacht zum Verderben und zur Verdammnis der Seelen führt“. Er förderte die religiöse Unterweisung der Gläubigen, indem er ihnen die Verwendung eines volkssprachlichen Katechismus empfahl und von allen Pfarrern verlangte eine Bibel zu besitzen (ein Beweis für die mangelhafte Bildung des Klerus), sie zu studieren und selbst Predigten und Vorlesungen zu hören. Er empfahl ihnen auch die Lektüre des 1538 in Köln erschienenen Concilium coloniense, eines Lehrbuchs der christlichen Lehre für den Gebrauch des Klerus, zu dem auch das Enchiridion christianae institutioni von Johannes Gropper, Kardinal seit 1555, gehörte, das jedoch nach dem Konzil von Trient wegen seines irenischen Ansatzes zu den damaligen Lehrmeinungen innerhalb der Kirche ins Hintertreffen geriet.

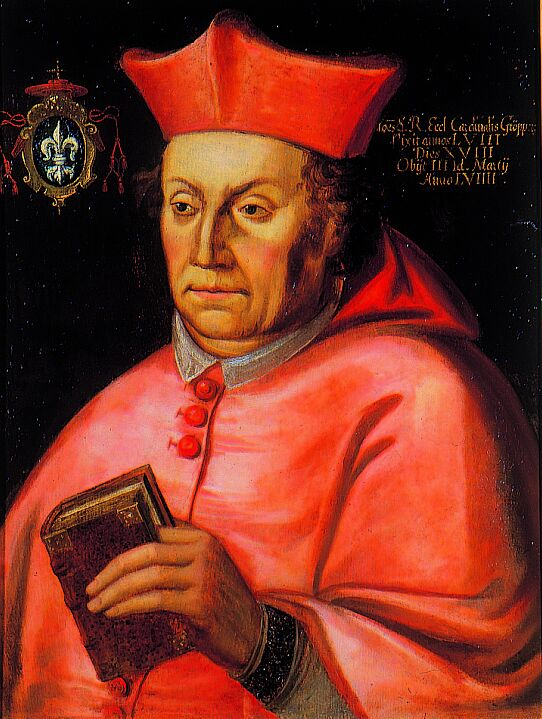
Johannes Gropper

Eine der Anordnungen des Bischofs war die Verpflichtung, ketzerische oder der Ketzerei verdächtige Bücher abzuliefern, womit Soranza zusätzlich zu den Büchern, die er schon seit einiger Zeit heimlich bestellt hatte, weitere erhielt. Er musste anstelle von unwürdigen oder besonders undisziplinierten Pfarrern Personen ernennen, denen er vertraute und deren Glaube seinem eigenen nahe standen. So machte er Don Gian Piero Faceti, genannt Parisotto, zum Pfarrer von Alzano, dessen Lutheranismus und geheime Ehe mit Schwester Dorotea, geborene Mobilia Sonzogno, aus dem Benediktinerkloster San Fermo bereits bekannt geworden war. Einen anderen Protestanten, Don Omobono Asperti, ernannte er zum Pfarrer der bedeutenden bergamesischen Kirche Sant´Alessandro in Colonna, indem er ihn offen gegen Anschuldigungen der Ketzerei verteidigte. Er beschützte auch andere, wie Don Ambrogio da Brescia, der schon einmal abgeschworen hatte und dem er die Pfarrei von Sarnico anvertraute, oder Don Ambrogio da Carona, der mit seiner Frau, einer ehemaligen Nonne, ins Valtelina floh.
Soranzo verteilte verbotene Bücher an Priester und Mönche und forderte sie auf, ihren Inhalt zu beurteilen. Er verbot die Andachtsbücher in den Frauenklöstern und ersetzte sie durch Francesco Negris Beneficio di Cristo und Tragedia del libero arbitrio, Valdés’ Alfabeto cristiano und Pseudo-Athanasius' Trattato della semplice e pura Chiesa d'Iddio, in denen die Rechtfertigung durch den Glauben und damit die Notwendigkeit der Buße bekräftigt wird. Im Anhang zum Traktat wird ausdrücklich gegen äußere Praktiken und die Nutzlosigkeit von Taten polemisiert und die Sakramente auf Taufe und Abendmahl reduziert.
Er verteidigte Fra Tommaso da Carpenedolo, der 1545 in einer Predigt in Santa Maria Maggiore zum großen Entsetzen seiner Zuhörer die Wunder der Heiligen geleugnet hatte, und sorgte dafür, dass die Prediger in ihren Predigten nicht die traditionelle Lehre vom verdienstvollen Wert der Taten vertraten. Er forderte, dass die Prediger an der Rechtfertigung durch den Glauben festhalten sollten, wie von Paulus im Brief an die Römer dargelegt, und löste damit Diskussionen und Misstrauen bei denen aus, die gestärkt durch die neuen trientischen Entscheidungen, in solchen Lehren eine häretische Abweichung von der Orthodoxie sahen. Mit dem Edictum circa concionatores vom 29. Mai 1548 beabsichtigte er die Auswahl der Prediger zu überwachen und forderte sie mündlich auf, Polemik gegen lutherische oder andere häretische Theorien von den Kanzeln zu vermeiden. Er begründete dies damit, dass es wünschenswert sei, solche Meinungen nicht indirekt unter den Einfältigen und Verführten zu verbreiten.
Seine Entscheidung führte zu einem schwerwiegenden Zwischenfall: Am 28. August 1550 verbot er dem Franziskaner Girolamo Finucci, der in Bergamo über den Wert der Taten gepredigt hatte, weiter zu predigen, indem er ihn des Pelagianismus beschuldigte und die Lutheraner provozierte. Der Mönch informierte den Inquisitor Domenico Adelasio über den Vorfall und beschuldigte den Bischof des Luthertums, aber Soranzo hatte die Solidarität des Stadtrats, was gleichbedeutend mit dem Adel der Stadt ist, der in ihm nur einen entschlossenen und aufrichtigen Gegner der Skandale und der Disziplinlosigkeit des Klerus sah. Finucci zog die Anschuldigungen zurück, aber der Vorfall blieb nicht ohne Echo in Rom.
Der Ärger, den er über das Übermaß an Bildern in den Kirchen empfand und die er am liebsten einfach übertüncht hätte, erweckte den Verdacht gegen seine Rechtgläubigkeit. Er zögerte nicht, sich gegen Anrufungen der Heiligen oder der Jungfrau Maria und sogar gegen bestimmte Andeutungen des Dogmas auszusprechen, wie seine Überzeugung, dass Brot und Wein in der Eucharistie nach der lutherischen Konsubstantiationslehre mit dem Fleisch und Blut Christi eine Einheit bildet.

### Auf dem Konzil von Trient
Am 12. Februar 1546 begab er sich, wie auch andere venezianische Bischöfe, auf Grund eines Schreibens von Giovanni Della Casa nach Trient, wo er in die von Kardinal Pole geleitete Kommission berufen wurde, die die Quellen der Offenbarung definieren sollte. Die große Mehrheit der Bischöfe sprach sich für die Traditio Apostolica aus, die Schriften der Kirchenväter und -lehrer als gleichwertig mit der Heiligen Schrift zu betrachten: pari pietatis affectu ac reverentia. Der Bischof von Chioggia, Giacomo Nacchianti, sprach sich offen gegen diese Erklärung aus, während Soranzo seinen Dissens zwar formal, aber nicht inhaltlich abschwächte, indem er anstelle von „pari“ ein „simile“, „summo“ oder „toto“ vorschlug und schließlich am 8. April das Dekret mit dem „oboediam“ unterzeichnete und das „placet“ ablehnte.
Am 18. April kehrte Soranzo nach Bergamo zurück, nachdem er zusammen mit Pole, Madruzzo, Bertano, Nacchianti und Sanfelice den inzwischen üblichen Verdacht der Ketzerei abschütteln konnte. Inzwischen war auch die venezianische Regierung über die besorgniserregende religiöse Situation in Bergamo und seiner Provinz informiert: Am 18. Juli 1548 wies der Rat der Zehn die Rektoren von Bergamo an, Untersuchungen über „die Ketzer, die mit allgemeinem Entsetzen falsche Lehren säen und manche sogar öffentlich predigen“ durchzuführen.

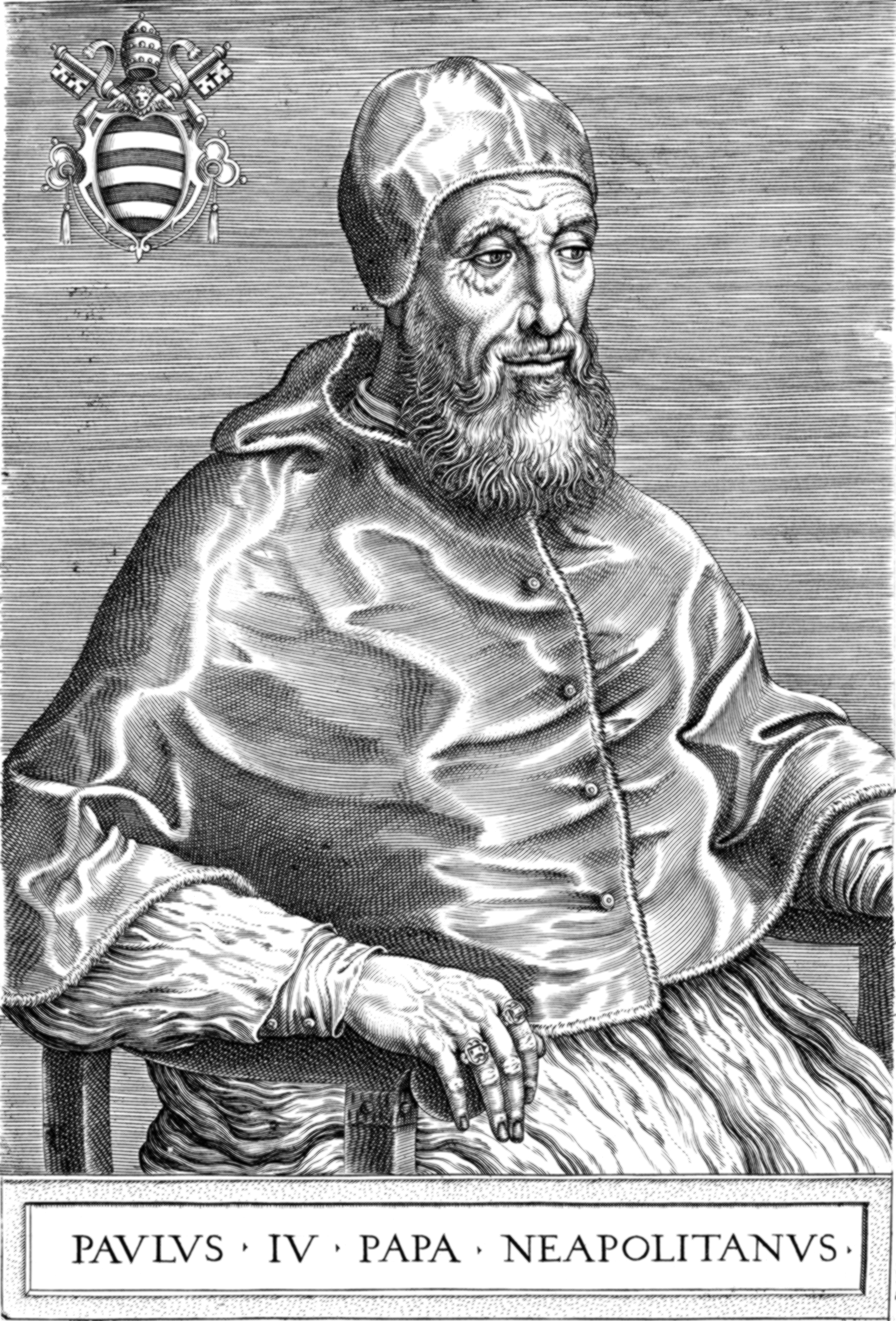
Paul IV., Papst von 1555 bis 1559

### Prozess und Tod
In der letzten Lebensphase wurde Soranzo wegen seiner seelsorgerischen Tätigkeit, die unter dem Verdacht der Häresie stand, und wegen seiner Zugehörigkeit zum Kreis der „Spirituali“ zwei Inquisitionsprozessen unterzogen. Die Inquisition, die unter der Leitung von Kardinal Gian Pietro Carafa immer mächtiger wurde, rief ihn nach Rom. Im März 1551 wurde er überraschend verhaftet und anschließend von der Römischen Inquisition untersucht. Er räumte seine Fehler ein und schwor im Juli 1551 ab. Mit Urteil vom September 1551 wurde dank des direkten Eingreifens von Papst Julius III., dem die Inquisition und Kardinal Carafa zunehmend missfielen, nur eine leichte Kirchenstrafe verhängt. Auch seine Freundschaft mit den damals noch einflussreichen Kardinälen Pole und Morone spielte eine Rolle. Im Jahr 1554 konnte Soranzo auch in seine Diözese zurückkehren.
Doch mit der Wahl von Kardinal Carafa zum Papst unter dem Namen Paul IV. (1555–1559) wendete sich das Blatt für Soranzo. 1557 wurde er im Rahmen einer rigorosen Inquisationskampagne erneut vor Gericht gestellt, die Papst Carafa gegen seine internen Feinde in der Kurie, die „Spirituali“, startete. Insbesondere Soranzos Beschützer, die Kardinäle Giovanni Morone (inhaftiert) und Reginald Pole (aus England nach Rom zurückgerufen, aber von Königin Maria Tudor und Philipp II. von Spanien, dem Ehemann der letzteren, beschützt). Trotz des ständigen Drucks, den Papst Paul IV. auf den Botschafter der Serenissima in Rom, Bernardo Navagero, ausübte, lehnte die Republik Venedig die Auslieferung ab und schützte Soranzo als Patrizier gemäß der gängigen Vorgehensweise. Soranzo, inzwischen schwer krank, starb am 14. Mai 1558 zu Hause. Der zweite Inquisitionsprozess, dieses Mal in Abwesenheit, endete kurz vor seinem Tod mit einem strengen Gerichtsurteil.